# Senyoria dels Baus

Escut dels Senyors dels Baus

Llista dels senyors dels Baus, de gran importància a l'edat mitjana a la zona de la Provença i que tenien com a seu el castell situat a l'actual poble de Baus.
Actualment, el títol marquès dels Baus és posseït per l'hereu al tron de Mònaco.
- Pons el Jove vers 971-?
- Hug I dels Baus (fill) ?-1059
- Guillem Hug dels Baus (fill) 1050-1110
- Ramon I dels Baus (fill) 1110-1150
- Hug II dels Baus (fill) 1150-1167; mor el 1179
- Bertran I dels Baus (germà d'Hug II) 1167-1181

A partir d'aquí hi ha 3 línies:
Línia 1
- Hug III dels Baus, senyor dels Baus, vescomte de Marsella 1181-1240 (fill de Bertran I)
- Barral dels Baus (o del Balzo) (fill) 1240-1268
- Bertran III dels Baus (fill) 1268-1305, comte d'Avellino el 1278
- Ramon II dels Baus (fill) 1305-1322
- Hug IV dels Baus (fill) 1322-1351, mort a Gaeta
- Robert dels Baus (fill) 1351-1353, mort al Castel dell'Ovo
- Ramon III dels Baus (germà) 1353-1372
- Joan dels Baus (fill) 1372-1375
- Alicia dels Baus (germana) 1372-1426

Declarada extinta el 1426.
Línia 2:
- Bertran II dels Baus, senyor de Berre, Meyragues, Puyricard i Marignanane (fill de Bertran I) 1181-1201.

Origen de les línies de la senyoria de Berre, senyoria de Meyrargues i Puyricard (extinta el 1349); i senyoria de Marignane (adquirida per Anjou), així com el ducat d'Andria.
Línia 3:
- Guillem I, comte d'Orange (fill de Bertran I) 1201-1218, i després la línia dels comtes d'Orange, adquirida per Chalon el 1417.

- Un germà de Guillem I començà la línia de la senyoria de Courbezon (extinta el 1393). Un altre germà començà la línia de la senyoria de Suze, Solerieux i Barri (extinta; revertida als comtes d'Orange)